# NHL Entry Draft 2013
Der NHL Entry Draft 2013 fand am 30. Juni 2013 statt. Es war die 51. Austragung dieser Veranstaltung. Austragungsort war das Prudential Center in Newark im US-Bundesstaat New Jersey. Der Draft wurde in Kanada und den Vereinigten Staaten landesweit auf TSN, NBC Sports sowie dem NHL Network ausgestrahlt.
Mit dem First Overall Draft-Pick wählte die Colorado Avalanche den kanadischen Center Nathan MacKinnon aus. Auf den Plätzen zwei und drei wurden Aleksander Barkov (Florida Panthers) und Jonathan Drouin (Tampa Bay Lightning) selektiert. Insgesamt wurden in sieben Runden 211 Spieler aus zwölf Nationen von den NHL-Franchises gedraftet. Die Buffalo Sabres wählten dabei mit elf Spielern die meisten aus; die Carolina Hurricanes und die St. Louis Blues besaßen mit je vier Wahlrechten die wenigsten.

## Verfügbare Spieler
Alle Spieler, die zwischen dem 1. Januar 1993 und dem 14. September 1995 geboren wurden, sind für den Entry Draft verfügbar. Zusätzlich sind alle ungedrafteten, nicht-nordamerikanischen Spieler über 20 für den Draft zugelassen. Ebenso sind diejenigen Spieler für den Draft zugelassen, die bereits beim NHL Entry Draft 2011 selektiert wurden und bis zum Zeitpunkt des Entry Draft 2013 keinen Einstiegsvertrag bei einem Franchise der National Hockey League unterschrieben haben.

## Draft-Reihenfolge
| Nr. | Team                | Chance |
| 1.  | Florida Panthers    | 25,0 % |
| 2.  | Colorado Avalanche  | 18,8 % |
| 3.  | Tampa Bay Lightning | 14,2 % |
| 4.  | Nashville Predators | 10,7 % |
| 5.  | Carolina Hurricanes | 8,1 %  |
| 6.  | Calgary Flames      | 6,2 %  |
| 7.  | Edmonton Oilers     | 4,7 %  |

| Nr. | Team                  | Chance |
| 8.  | Buffalo Sabres        | 3,6 %  |
| 9.  | New Jersey Devils     | 2,7 %  |
| 10. | Dallas Stars          | 2,1 %  |
| 11. | Philadelphia Flyers   | 1,5 %  |
| 12. | Phoenix Coyotes       | 1,1 %  |
| 13. | Winnipeg Jets         | 0,8 %  |
| 14. | Columbus Blue Jackets | 0,5 %  |

Die Draft-Reihenfolge wurde am 29. April 2013 nach Abschluss der regulären Saison der NHL-Spielzeit 2012/13 durch die Draft-Lotterie bestimmt. Dabei nahmen die 14 Teams teil, die sich nicht für die Play-offs dieser Saison qualifizieren; beziehungsweise deren Wahlrecht-Inhaber. Der Gewinner der Lotterie rückte dabei auf Draft-Position 1 vor, alle anderen Teams rücken eine Position nach hinten. Damit hatte jedes an der Auslosung teilnehmende Team die Chance, das erste Wahlrecht zu erhalten. Diese Änderung wurde mit dem neuen Tarifvertrag eingeführt, der während des NHL-Lockouts 2012/13 ratifiziert wurde. Zuvor konnte der Gewinner der Lotterie nur maximal vier Positionen aufsteigen. Die Gewichtung bleibt allerdings erhalten, sodass das schlechteste Team der Saison weiterhin eine 25%ige Wahrscheinlichkeit hat, die Lotterie zu gewinnen, während das beste Team der Lotterie nur eine Chance von 0,5 % hat.
Die Colorado Avalanche gewann die Lotterie und rückte somit um einen Platz vom zweiten auf den ersten Rang in der Draft-Reihenfolge auf. Dadurch sicherten sie sich zum ersten Mal den First Overall Draft-Pick. Die Florida Panthers, das schlechteste Team der regulären Saison, rutschte dadurch vom ersten auf den zweiten Platz in der Draft-Reihenfolge.
Die Draftreihenfolge der 16 Play-off-Teilnehmer steht nach dem Stanley-Cup-Finale fest. Der Stanley-Cup-Sieger wird auf Position 30, der Finalgegner auf Position 29 gesetzt. Auf den Positionen 27 und 28 werden die in den Conference-Finals ausgeschiedenen Teams einsortiert. Die restlichen Play-off-Mannschaften werden anhand ihres Tabellenstandes in der regulären Saison gesetzt. Dabei gilt, dass die Mannschaft mit den wenigsten Tabellenpunkten auf Position 15 steht. Die Draft-Reihenfolge ist die umgekehrte Gesamttabelle mit Ausnahme der vier Conference Finalisten die auf den Plätzen 27-30 gesetzt sind. Für die erste Runde gibt es die Lotterie in der die 14 Playoff Teams ihre Position noch verändern können. Falls sich durch die Lotterie eine Änderung ergibt, ist diese nur während der ersten Runde gültig. Für die restlichen Runden gilt die ursprüngliche Reihenfolge wie sie aus den Platzierungen hervorging. Die Mannschaften können dabei über Transfers Wahlrechte anderer Teams erwerben.

### Transfer von Erstrunden-Wahlrechten
| Datum            | Von                 | Zu                    | Anmerkung |
| ---------------- | ------------------- | --------------------- | --- |
| 23. Februar 2012 | Los Angeles Kings   | Columbus Blue Jackets | Die Los Angeles Kings transferierten ihr Erstrunden-Wahlrecht, sowie Verteidiger Jack Johnson nach Columbus im Tausch gegen Stürmer Jeff Carter. |
| 23. Juli 2012    | New York Rangers    | Columbus Blue Jackets | Die New York Rangers transferierten ihr Erstrunden-Wahlrecht, sowie die Spieler Artjom Anissimow, Brandon Dubinsky und Tim Erixon zu den Columbus Blue Jackets im Tausch gegen Rick Nash, Steven Delisle und einen Drittrunden-Draftpick für den Entry Draft 2013. |
| 28. März 2013    | Pittsburgh Penguins | Calgary Flames        | Die Pittsburgh Penguins transferierten ihr Erstrunden-Wahlrecht, sowie die Spieler Kenneth Agostino und Ben Hanowski zu den Calgary Flames im Tausch gegen Jarome Iginla. |
| 1. April 2013    | St. Louis Blues     | Calgary Flames        | Die St. Louis Blues transferierten ihr Erstrunden-Wahlrecht, sowie Verteidiger Mark Cundari und Torwart Reto Berra nach Calgary im Tausch gegen Jay Bouwmeester. Sollte St. Louis die Play-offs der Saison 2012/13 verpassen, erhalten die Flames anstelle dieses Wahlrechts ein Draft Pick der vierten Runde für den Draft 2013 sowie St. Louis’ Erstrunden-Wahlrecht für den NHL Entry Draft 2014. |
| 2. April 2013    | Boston Bruins       | Dallas Stars          | Die Boston Bruins transferierten ihr Erstrunden-Wahlrecht sowie Lane MacDermid und Cody Payne zu den Dallas Stars im Tausch gegen Jaromír Jágr. |
| 3. April 2013    | Minnesota Wild      | Buffalo Sabres        | Die Minnesota Wild transferierten ihr Erstrunden-Wahlrecht, Torhüter Matt Hackett und Stürmer Johan Larsson sowie ein Zweitrunden-Draftpick für den NHL Entry Draft 2014 zu den Buffalo Sabres im Tausch gegen Jason Pominville und ein Viertrunden-Wahlrecht für den Entry Draft 2014. |
| 30. Juni 2013    | New Jersey Devils   | Vancouver Canucks     | Die New Jersey Devils transferierten ihr Erstrunden-Wahlrecht zu den Vancouver Canucks im Tausch für Torwart Cory Schneider. |
| 30. Juni 2013    | Detroit Red Wings   | San Jose Sharks       | Die Detroit Red Wings transferierten ihr Erstrunden-Wahlrecht zu den San Jose Sharks im Tausch gegen San Joses Erstrunden- und Drittrunden-Wahlrecht. |

## Rankings
Die Final Rankings des Central Scouting Services (CSS) vom 24. April 2013 und das Ranking des International Scouting Services (ISS) vom 2. Juni 2013 mit den hoffnungsvollsten Talenten für den NHL Entry Draft 2013.
| Rang | Feldspieler Nordamerika | Pos. | Feldspieler Europa   | Pos. |
| ---- | ----------------------- | ---- | -------------------- | ---- |
| 1    | Seth Jones              | D    | Aleksander Barkov    | C    |
| 2    | Nathan MacKinnon        | C    | Waleri Nitschuschkin | RW   |
| 3    | Jonathan Drouin         | LW   | Elias Lindholm       | C    |
| 4    | Darnell Nurse           | D    | Rasmus Ristolainen   | D    |
| 5    | Sean Monahan            | C    | Alexander Wennberg   | C    |
| 6    | Hunter Shinkaruk        | C/LW | André Burakovsky     | LW   |
| 7    | Walentin Sykow          | LW   | Jacob de la Rose     | LW   |
| 8    | Frédérik Gauthier       | C    | Robert Hägg          | D    |
| 9    | Mirco Müller            | D    | Artturi Lehkonen     | LW   |
| 10   | Anthony Mantha          | RW   | Pawel Butschnewitsch | LW   |

| Rang | Torhüter Nordamerika | Torhüter Europa |
| ---- | -------------------- | --------------- |
| 1    | Zachary Fucale       | Juuse Saros     |
| 2    | Eric Comrie          | Ebbe Sionas     |
| 3    | Tristan Jarry        | Luka Gračnar    |

| Rang | Spieler              | Pos. |
| ---- | -------------------- | ---- |
| 1    | Nathan MacKinnon     | C    |
| 2    | Seth Jones           | D    |
| 3    | Jonathan Drouin      | C    |
| 4    | Waleri Nitschuschkin | F    |
| 5    | Aleksander Barkov    | C    |
| 6    | Darnell Nurse        | D    |
| 7    | Elias Lindholm       | C    |
| 8    | Nikita Sadorow       | D    |
| 9    | Sean Monahan         | C    |
| 10   | Bo Horvat            | C    |

## Draftergebnis
| Inhaltsverzeichnis Runde 1 \| Runde 2 \| Runde 3 \| Runde 4 \| Runde 5 \| Runde 6 \| Runde 7 |

### Runde 1
| #   | Spieler              | Nationalität       | Pos  | NHL-Team                                      | College-/ Junioren-/ Profi-Team                     |
| --- | -------------------- | ------------------ | ---- | --------------------------------------------- | --------------------------------------------------- |
| 1.  | Nathan MacKinnon     | Kanada             | C    | Colorado Avalanche                            | Halifax Mooseheads (QMJHL)                          |
| 2.  | Aleksander Barkov    | Finnland           | C    | Florida Panthers                              | Tappara (SM-liiga)                                  |
| 3.  | Jonathan Drouin      | Kanada             | LW   | Tampa Bay Lightning                           | Halifax Mooseheads (QMJHL)                          |
| 4.  | Seth Jones           | Vereinigte Staaten | D    | Nashville Predators                           | Portland Winterhawks (WHL)                          |
| 5.  | Elias Lindholm       | Schweden           | C    | Carolina Hurricanes                           | Brynäs IF (Elitserien)                              |
| 6.  | Sean Monahan         | Kanada             | C    | Calgary Flames                                | Ottawa 67’s (OHL)                                   |
| 7.  | Darnell Nurse        | Kanada             | D    | Edmonton Oilers                               | Sault Ste. Marie Greyhounds (OHL)                   |
| 8.  | Rasmus Ristolainen   | Finnland           | D    | Buffalo Sabres                                | TPS (SM-liiga)                                      |
| 9.  | Bo Horvat            | Kanada             | C    | Vancouver Canucks (von New Jersey Devils)     | London Knights (OHL)                                |
| 10. | Waleri Nitschuschkin | Russland           | RW   | Dallas Stars                                  | HK Traktor Tscheljabinsk (KHL)                      |
| 11. | Samuel Morin         | Kanada             | D    | Philadelphia Flyers                           | Rimouski Océanic (QMJHL)                            |
| 12. | Max Domi             | Kanada             | C/LW | Phoenix Coyotes                               | London Knights (OHL)                                |
| 13. | Josh Morrissey       | Kanada             | D    | Winnipeg Jets                                 | Prince Albert Raiders (WHL)                         |
| 14. | Alexander Wennberg   | Schweden           | C    | Columbus Blue Jackets                         | Djurgårdens IF (Allsvenskan)                        |
| 15. | Ryan Pulock          | Kanada             | D    | New York Islanders                            | Brandon Wheat Kings (WHL)                           |
| 16. | Nikita Sadorow       | Russland           | D    | Buffalo Sabres (von Minnesota Wild)           | London Knights (OHL)                                |
| 17. | Curtis Lazar         | Kanada             | C/RW | Ottawa Senators                               | Edmonton Oil Kings (WHL)                            |
| 18. | Mirco Müller         | Schweiz            | D    | San Jose Sharks (von Detroit Red Wings)       | Everett Silvertips (WHL)                            |
| 19. | Kerby Rychel         | Kanada             | LW   | Columbus Blue Jackets (von New York Rangers)  | Windsor Spitfires (OHL)                             |
| 20. | Anthony Mantha       | Kanada             | RW   | Detroit Red Wings (von San Jose Sharks)       | Val-d’Or Foreurs (QMJHL)                            |
| 21. | Frédérik Gauthier    | Kanada             | C    | Toronto Maple Leafs                           | Rimouski Océanic (QMJHL)                            |
| 22. | Émile Poirier        | Kanada             | LW   | Calgary Flames (von St. Louis Blues)          | Gatineau Olympiques (QMJHL)                         |
| 23. | André Burakovsky     | Schweden           | LW   | Washington Capitals                           | Malmö Redhawks (Allsvenskan)                        |
| 24. | Hunter Shinkaruk     | Kanada             | C/LW | Vancouver Canucks                             | Medicine Hat Tigers (WHL)                           |
| 25. | Michael McCarron     | Vereinigte Staaten | RW   | Canadiens de Montréal                         | USA Hockey National Team Development Program (USHL) |
| 26. | Shea Theodore        | Kanada             | D    | Anaheim Ducks                                 | Seattle Thunderbirds (WHL)                          |
| 27. | Marko Daňo           | Slowakei           | C/RW | Columbus Blue Jackets (von Los Angeles Kings) | HC Slovan Bratislava (KHL)                          |
| 28. | Morgan Klimchuk      | Kanada             | LW   | Calgary Flames (von Pittsburgh Penguins)      | Regina Pats (WHL)                                   |
| 29. | Jason Dickinson      | Kanada             | RW   | Dallas Stars (von Boston Bruins)              | Guelph Storm (OHL)                                  |
| 30. | Ryan Hartman         | Vereinigte Staaten | C/RW | Chicago Blackhawks                            | Plymouth Whalers (OHL)                              |

### Runde 2
| #   | Spieler                 | Nationalität       | Pos | NHL-Team                                                            | College-/ Junioren-/ Profi-Team            |
| --- | ----------------------- | ------------------ | --- | ------------------------------------------------------------------- | ------------------------------------------ |
| 31. | Ian McCoshen            | Vereinigte Staaten | D   | Florida Panthers                                                    | Waterloo Black Hawks (USHL)                |
| 32. | Chris Bigras            | Kanada             | D   | Colorado Avalanche                                                  | Owen Sound Attack (OHL)                    |
| 33. | Adam Erne               | Vereinigte Staaten | LW  | Tampa Bay Lightning                                                 | Québec Remparts (QMJHL)                    |
| 34. | Jacob de la Rose        | Schweden           | LW  | Canadiens de Montréal (von Nashville Predators)                     | Leksands IF (Elitserien)                   |
| 35. | J. T. Compher           | Vereinigte Staaten | LW  | Buffalo Sabres (von Carolina Hurricanes)                            | University of Michigan (CCHA)              |
| 36. | Zachary Fucale          | Kanada             | G   | Canadiens de Montréal (von Calgary Flames)                          | Halifax Mooseheads (QMJHL)                 |
| 37. | Walentin Sykow          | Russland           | LW  | Los Angeles Kings (von Edmonton Oilers)                             | Baie-Comeau Drakkar (QMJHL)                |
| 38. | Connor Hurley           | Vereinigte Staaten | C   | Buffalo Sabres                                                      | Edina Hornets (Highschool-Minnesota)       |
| 39. | Laurent Dauphin         | Kanada             | C   | Phoenix Coyotes (von New Jersey Devils)                             | Chicoutimi Saguenéens (QMJHL)              |
| 40. | Remi Elie               | Kanada             | LW  | Dallas Stars                                                        | London Knights (OHL)                       |
| 41. | Robert Hägg             | Schweden           | D   | Philadelphia Flyers                                                 | MODO Hockey (Elitserien)                   |
| 42. | Steven Santini          | Vereinigte Staaten | D   | New Jersey Devils (von Phoenix Coyotes)                             | Boston College (HE)                        |
| 43. | Nic Petan               | Kanada             | C   | Winnipeg Jets                                                       | Portland Winterhawks (WHL)                 |
| 44. | Tristan Jarry           | Kanada             | G   | Pittsburgh Penguins (von Columbus Blue Jackets)                     | Edmonton Oil Kings (WHL)                   |
| 45. | Nick Sörensen           | Dänemark           | RW  | Anaheim Ducks (von New York Islanders)                              | Québec Remparts (QMJHL)                    |
| 46. | Gustav Olofsson         | Schweden           | D   | Minnesota Wild                                                      | Green Bay Gamblers (USHL)                  |
| 47. | Tommy Vannelli          | Vereinigte Staaten | D   | St. Louis Blues (von Ottawa Senators)                               | Minnetonka Skippers (Highschool-Minnesota) |
| 48. | Zach Nastasiuk          | Kanada             | RW  | Detroit Red Wings                                                   | Owen Sound Attack (OHL)                    |
| 49. | Gabryel Paquin-Boudreau | Kanada             | LW  | San Jose Sharks (von New York Rangers)                              | Baie-Comeau Drakkar (QMJHL)                |
| 50. | Dillon Heatherington    | Kanada             | D   | Columbus Blue Jackets (von San Jose Sharks via Pittsburgh Penguins) | Swift Current Broncos (WHL)                |
| 51. | Carl Dahlström          | Schweden           | D   | Chicago Blackhawks (von Toronto Maple Leafs)                        | Linköpings HC (J20 SuperElit)              |
| 52. | Justin Bailey           | Vereinigte Staaten | RW  | Buffalo Sabres (von St. Louis Blues)                                | Kitchener Rangers (OHL)                    |
| 53. | Madison Bowey           | Kanada             | D   | Washington Capitals                                                 | Kelowna Rockets (WHL)                      |
| 54. | Philippe Desrosiers     | Kanada             | G   | Dallas Stars (von Vancouver Canucks)                                | Rimouski Océanic (QMJHL)                   |
| 55. | Artturi Lehkonen        | Finnland           | LW  | Canadiens de Montréal                                               | KalPa (SM-liiga)                           |
| 56. | Marc-Olivier Roy        | Kanada             | C   | Edmonton Oilers (von Anaheim Ducks)                                 | Blainville-Boisbriand Armada (QMJHL)       |
| 57. | William Carrier         | Kanada             | LW  | St. Louis Blues (von Los Angeles Kings via Edmonton Oilers)         | Cape Breton Screaming Eagles (QMJHL)       |
| 58. | Tyler Bertuzzi          | Kanada             | LW  | Detroit Red Wings (von Pittsburgh Penguins via San Jose Sharks)     | Guelph Storm (OHL)                         |
| 59. | Eric Comrie             | Kanada             | G   | Winnipeg Jets (Kompensation)                                        | Tri-City Americans (WHL)                   |
| 60. | Linus Arnesson          | Schweden           | D   | Boston Bruins                                                       | Djurgårdens IF (Allsvenskan)               |
| 61. | Zach Sanford            | Vereinigte Staaten | LW  | Washington Capitals (von Chicago Blackhawks via Winnipeg Jets)      | Islanders Hockey Club (EJHL)               |

### Runde 3
| #   | Spieler               | Nationalität       | Pos  | NHL-Team                                                                          | College-/ Junioren-/ Profi-Team                     |
| --- | --------------------- | ------------------ | ---- | --------------------------------------------------------------------------------- | --------------------------------------------------- |
| 62. | Yan-Pavel Laplante    | Kanada             | C    | Phoenix Coyotes (von Florida Panthers via New York Rangers und San Jose Sharks)   | P.E.I. Rocket (QMJHL)                               |
| 63. | Spencer Martin        | Kanada             | G    | Colorado Avalanche                                                                | Mississauga Steelheads (OHL)                        |
| 64. | Jonathan-Ismael Diaby | Kanada             | D    | Nashville Predators (von Tampa Bay Lightning)                                     | Victoriaville Tigres (QMJHL)                        |
| 65. | Adam Tambellini       | Kanada             | C    | New York Rangers (von Nashville Predators)                                        | Surrey Eagles (BCHL)                                |
| 66. | Brett Pesce           | Vereinigte Staaten | D    | Carolina Hurricanes                                                               | University of New Hampshire (HE)                    |
| 67. | Keegan Kanzig         | Kanada             | D    | Calgary Flames                                                                    | Victoria Royals (WHL)                               |
| 68. | Niklas Hansson        | Schweden           | D    | Dallas Stars (von Edmonton Oilers)                                                | Rögle BK (J20 SuperElit)                            |
| 69. | Nicholas Baptiste     | Kanada             | RW   | Buffalo Sabres                                                                    | Sudbury Wolves (OHL)                                |
| 70. | Eamon McAdam          | Vereinigte Staaten | G    | New York Islanders (von New Jersey Devils via Minnesota Wild)                     | Waterloo Black Hawks (USHL)                         |
| 71. | Connor Crisp          | Kanada             | LW   | Canadiens de Montréal (von Dallas Stars)                                          | Erie Otters (OHL)                                   |
| 72. | Tyrell Goulbourne     | Kanada             | LW   | Philadelphia Flyers                                                               | Kelowna Rockets (WHL)                               |
| 73. | Ryan Kujawinski       | Kanada             | C    | New Jersey Devils (von Phoenix Coyotes)                                           | Kingston Frontenacs (OHL)                           |
| 74. | John Hayden           | Vereinigte Staaten | C    | Chicago Blackhawks (von Winnipeg Jets)                                            | USA Hockey National Team Development Program (USHL) |
| 75. | Pawel Butschnewitsch  | Russland           | LW   | New York Rangers (von Columbus Blue Jackets)                                      | Sewerstal Tscherepowez (KHL)                        |
| 76. | Taylor Cammarata      | Kanada             | C/LW | New York Islanders                                                                | Waterloo Black Hawks (USHL)                         |
| 77. | Jake Guentzel         | Vereinigte Staaten | C    | Pittsburgh Penguins (von Minnesota Wild via Philadelphia Flyers und Dallas Stars) | Sioux City Musketeers (USHL)                        |
| 78. | Marcus Högberg        | Schweden           | G    | Ottawa Senators                                                                   | Linköpings HC (J20 SuperElit)                       |
| 79. | Mattias Janmark       | Schweden           | C    | Detroit Red Wings                                                                 | AIK Ishockey (Elitserien)                           |
| 80. | Anthony Duclair       | Kanada             | LW   | New York Rangers                                                                  | Québec Remparts (QMJHL)                             |
| 81. | Kurtis Gabriel        | Kanada             | RW   | Minnesota Wild (von San Jose Sharks)                                              | Owen Sound Attack (OHL)                             |
| 82. | Carter Verhaeghe      | Kanada             | C    | Toronto Maple Leafs                                                               | Niagara IceDogs (OHL)                               |
| 83. | Bogdan Jakimow        | Russland           | C    | Edmonton Oilers (von St. Louis Blues)                                             | Reaktor Nischnekamsk (MHL)                          |
| 84. | James Lodge           | Vereinigte Staaten | C    | Winnipeg Jets (von Washington Capitals)                                           | Saginaw Spirit (OHL)                                |
| 85. | Cole Cassels          | Vereinigte Staaten | C    | Vancouver Canucks (von Vancouver Canucks via Florida Panthers)                    | Oshawa Generals (OHL)                               |
| 86. | Sven Andrighetto      | Schweiz            | RW   | Canadiens de Montréal                                                             | Rouyn-Noranda Huskies (QMJHL)                       |
| 87. | Keaton Thompson       | Vereinigte Staaten | D    | Anaheim Ducks                                                                     | USA Hockey National Team Development Program (USHL) |
| 88. | Anton Slepyschew      | Russland           | LW   | Edmonton Oilers (von Los Angeles Kings)                                           | Salawat Julajew Ufa (KHL)                           |
| 89. | Oliver Bjorkstrand    | Dänemark           | RW   | Columbus Blue Jackets (von Pittsburgh Penguins)                                   | Portland Winterhawks (WHL)                          |
| 90. | Peter Cehlárik        | Slowakei           | LW   | Boston Bruins                                                                     | Luleå HF (J20 SuperElit)                            |
| 91. | JC Lipon              | Kanada             | RW   | Winnipeg Jets (von Chicago Blackhawks)                                            | Kamloops Blazers (WHL)                              |

### Runde 4
Ab Runde 4 sind nur Spieler, über die ein Artikel existiert, aufgeführt.
| #    | Spieler         | Nationalität       | Pos | NHL-Team              | College-/ Junioren-/ Profi-Team                        |
| ---- | --------------- | ------------------ | --- | --------------------- | ------------------------------------------------------ |
| 99.  | Juuse Saros     | Finnland           | G   | Nashville Predators   | HPK Hämeenlinna (SM-liiga)                             |
| 100. | Miles Wood      | Vereinigte Staaten | LW  | New Jersey Devils     | Noble and Greenough School (High School Massachusetts) |
| 101. | Nick Paul       | Kanada             | LW  | Dallas Stars          | Brampton Battalion (OHL)                               |
| 104. | Andrew Copp     | Vereinigte Staaten | C   | Winnipeg Jets         | University of Michigan (CCHA)                          |
| 108. | Ben Harpur      | Kanada             | D   | Ottawa Senators       | Guelph Storm (OHL)                                     |
| 110. | Ryan Graves     | Kanada             | D   | New York Rangers      | P.E.I. Rocket (QMJHL)                                  |
| 116. | Martin Réway    | Slowakei           | LW  | Canadiens de Montréal | Gatineau Olympiques (QMJHL)                            |
| 118. | Hudson Fasching | Vereinigte Staaten | RW  | Los Angeles Kings     | USA Hockey National Team Development Program (USHL)    |
| 121. | Tyler Motte     | Vereinigte Staaten | C   | Chicago Blackhawks    | USA Hockey National Team Development Program (USHL)    |

### Runde 5
| #    | Spieler             | Nationalität       | Pos   | NHL-Team                               | College-/ Junioren-/ Profi-Team                     |
| ---- | ------------------- | ------------------ | ----- | -------------------------------------- | --------------------------------------------------- |
| 123. | Will Butcher        | Vereinigte Staaten | D     | Colorado Avalanche                     | USA Hockey National Team Development Program (USHL) |
| 124. | Kristers Gudļevskis | Lettland           | G     | Tampa Bay Lightning                    | HK Riga (MHL)                                       |
| 125. | Saku Mäenalanen     | Finnland           | LW/RW | Nashville Predators                    | Oulun Kärpät (SM-liiga)                             |
| 129. | Cal Petersen        | Vereinigte Staaten | G     | Buffalo Sabres                         | Waterloo Black Hawks (USHL)                         |
| 130. | Gustav Possler      | Schweden           | RW    | Buffalo Sabres                         | MODO Hockey (J20 SuperElit)                         |
| 134. | Luke Johnson        | Vereinigte Staaten | C     | Chicago Blackhawks (von Winnipeg Jets) | Lincoln Stars (USHL)                                |
| 137. | Carson Soucy        | Kanada             | D     | Minnesota Wild                         | Spruce Grove Saints (AJHL)                          |
| 142. | Fabrice Herzog      | Schweiz            | RW    | Toronto Maple Leafs                    | EV Zug (Elite A Jr.)                                |
| 146. | Patrik Bartošák     | Tschechien         | G     | Los Angeles Kings                      | Red Deer Rebels (WHL)                               |
| 147. | Grant Besse         | Vereinigte Staaten | RW    | Anaheim Ducks                          | Omaha Lancers (USHL)                                |
| 148. | Jonny Brodzinski    | Vereinigte Staaten | C     | Los Angeles Kings                      | St. Cloud State University (WCHA)                   |
| 149. | Matej Paulovič      | Slowakei           | LW/RW | Dallas Stars                           | Färjestad BK (J20 SuperElit)                        |

### Runde 6
| #    | Spieler        | Nationalität | Pos | NHL-Team            | College-/ Junioren-/ Profi-Team |
| ---- | -------------- | ------------ | --- | ------------------- | ------------------------------- |
| 152. | Josh Brown     | Kanada       | D   | Florida Panthers    | Oshawa Generals (OHL)           |
| 166. | Alan Quine     | Kanada       | C   | New York Islanders  | Belleville Bulls (OHL)          |
| 172. | Antoine Bibeau | Kanada       | G   | Toronto Maple Leafs | P.E.I. Rocket (QMJHL)           |
| 180. | Anton Blidh    | Schweden     | W   | Boston Bruins       | Frölunda HC (J20 SuperElit)     |

### Runde 7
| #    | Spieler          | Nationalität | Pos   | NHL-Team                                                   | College-/ Junioren-/ Profi-Team |
| ---- | ---------------- | ------------ | ----- | ---------------------------------------------------------- | ------------------------------- |
| 186. | Joël Vermin      | Schweiz      | RW    | Tampa Bay Lightning (von Carolina Hurricanes)              | SC Bern (NLA)                   |
| 190. | Brenden Kichton  | Kanada       | D     | Winnipeg Jets                                              | Spokane Chiefs (WHL)            |
| 191. | Dominik Kubalík  | Tschechien   | LW/RW | Los Angeles Kings                                          | Sudbury Wolves (OHL)            |
| 202. | Andreas Johnsson | Schweden     | LW    | Toronto Maple Leafs                                        | Frölunda HC (Elitserien)        |
| 207. | Emil Galimow     | Russland     | LW    | San Jose Sharks (von Anaheim Ducks via Colorado Avalanche) | Lokomotive Jaroslawl (KHL)      |